# NGC 1201
NGC 1201 (другие обозначения — ESO 480-28, MCG -4-8-23, PGC 11559) — галактика в созвездии Печь.
Этот объект входит в число перечисленных в оригинальной редакции «Нового общего каталога».
В галактике вспыхнула сверхновая SN 2003hv типа Ia, её пиковая видимая звездная величина составила 12,5.
Галактика NGC 1201 входит в состав группы галактик NGC 1255. Помимо NGC 1201 в группу также входят NGC 1255, NGC 1302, ESO 480-25, ESO 481-14, ESO 481-18 и ESO 481-19.